# خالد الجراح الصباح
الشيخ خالد الجراح الصباح (مواليد 1953) عسكري كويتي سابق برتبة فريق ركن ، نائب رئيس مجلس الوزراء وزير الداخلية الأسبق.
عُين رئيسًا للأركان العامة في 4 مارس 2012، ونائبًا لرئيس مجلس الوزراء ووزيرًا للدفاع في 4 أغسطس 2013، وفي ، وفي 10 ديسمبر 2016 عُين نائبًا لرئيس مجلس الوزراء ووزيرًا للداخلية. وفي 18 نوفمبر 2019 صدر أمر أميري بإعفائه من منصب نائب رئيس مجلس الوزراء ومنصب وزير الداخلية.

## مسيرته وإعفائه
4 مارس 2012 صدر مرسوماً بتعينه رئيساً للأركان العامة للجيش الكويتي . 
وفي 4 أغسطس 2013 صدر مرسوماً بتشكيل الحكومة حيث عُين نائباً لرئيس مجلس الوزراء ووزيراً للدفاع. 
وفي 10 ديسمبر 2016 صدر مرسوماً بتشكيل الحكومة حيث عُين وزيرا الداخلية مع استمراره نائباً لرئيس مجلس الوزراء  وشغل المنصبين حتى صدور أمر أميري في 18 نوفمبر 2019 بإعفائه من منصبه. 
أحيل للمحاكمة بعد بلاغ خاص قدمه الشيخ ناصر صباح الأحمد الصباح إلى النائب العام الكويتي بزعم اختلاس 240 مليون دينار كويتي (794.5 مليون دولار)  خلال فترة ولاية جابر المبارك في صندوق الجيش.
وفي 26 نوفمبر 2023 قضت محكمة التمييز الكويتية، بسجنه سبع سنوات مع الشغل والنفاذ.